# Felipe de la Morena
Felipe de la Morena Casado (Málaga, 18 de diciembre de 1961) es un diplomático español. Es embajador de España en Tailandia (desde 2021), con concurrencia en: Camboya, Laos y Myanmar (Birmania).

## Biografía
Licenciado en Derecho, ingresó en 1989 en la carrera diplomática. Ha estado destinado en las representaciones diplomáticas españolas en Zaire, Polonia y Estados Unidos. Fue asesor ejecutivo en el Gabinete del secretario de Estado de Defensa, segundo jefe en la embajada de España en Ecuador y subdirector general de Relaciones Económicas y Bilaterales con países en desarrollo. Desde 2007 a 2011 fue jefe del Gabinete Técnico de la Subsecretaría de Asuntos Exteriores y de Cooperación.
Ha sido embajador de España en Malta (2011-2014).